# Grajal de Campos
Grajal de Campos település Spanyolországban, León tartományban. Lakosainak száma 209 fő (2024).

## Földrajza
Grajal de Campos Sahagún, Moratinos, Escobar de Campos, Villada és Santervás de Campos községekkel határos.

## Népesség
A település lakosságának változását az alábbi diagram mutatja:
| Lakosok száma | 303  | 279  | 254  | 245  | 238  | 243  | 234  | 227  | 214  | 209  |
|               | 2001 | 2004 | 2007 | 2009 | 2012 | 2014 | 2017 | 2019 | 2022 | 2024 |